# Paul Steele
Paul Steele (født 5. december 1957 i New Westminster) er en canadisk tidligere roer og olympisk guldvinder.
Steeles første store resultat i roning kom i firer med styrmand, hvor han var med til at vinde bronze ved de panamerikanske lege i 1983. Han kom herefter med i otteren.
Steele var i denne båd med til OL 1984 i Los Angeles. Båden blev toer i det indledende heat efter New Zealand og måtte dermed i opsamlingsheat, hvor de blev toer efter Australien. Canadierne var nu i finalen, hvor de kom til at kæmpe en indædt kamp mod USA, men endte med at vinde guld, 0,42 sekund foran amerikanerne, mens Australien vandt bronze. Det var Canadas første guldmedalje i otteren nogensinde og landets første OL-guld i roning siden 1964. Udover Steele bestod bådens besætning af Dean Crawford, John Michael Evans, Blair Horn, Grant Main, Mark Evans, Kevin Neufeld, Pat Turner og styrmand Brian McMahon.
I 1986 roede han i firer uden styrmand og var i denne med til at vinde guld ved Commonwealth Games samme år samt blive nummer fire ved VM samme år. Derefter vendte han tilbage til otteren, og den canadiske otter blev nummer fem ved VM i 1987. Ved de olympiske lege i 1988 i Seoul indledte canadierne med en andenplads efter Sovjetunionen i deres indledende heat og måtte derpå i opsamlingsheatet. En andenplads efter USA betød deltagelse i A-finalen, men her blev canadierne nummer seks og sidst, mere end otte sekunder efter de vesttyske vindere.
Sammen med resten af guldholdet fra OL 1984 er Steele optaget i British Columbia Sports Hall of Fame samt i Canadas Olympiske Hall of Fame.

## OL-medaljer
- 1984:  Guld i otter